# Campionato italiano di ciclismo su strada 1913
Il Campionato italiano di ciclismo su strada 1913, ottava edizione della corsa, si svolse il 4 ottobre 1913 su un percorso di 252 km. La vittoria fu appannaggio di Costante Girardengo, che completò il percorso in 9h07'00", precedendo Lauro Bordin ed Emanuele Garda.

## Ordine d'arrivo (Top 10)
| Pos. | Corridore           | Squadra             | Tempo    |
| ---- | ------------------- | ------------------- | -------- |
| 1    | Costante Girardengo | Maino               | 9h07'00" |
| 2    | Lauro Bordin        | Maino               | s.t.     |
| 3    | Emanuele Garda      | Peugeot             | s.t.     |
| 4    | Angelo Gremo        | Griffon-Continental | a 1'00"  |
| 5    | Carlo Durando       | Peugeot             | a 10'00" |
| 6    | Luigi Lucotti       | Maino               | s.t.     |
| 7    | Ugo Agostoni        | Griffon-Continental | s.t.     |
| 8    | Emilio Petiva       | Peugeot             | a 15'00" |
| 9    | Emilio Chironi      | Stucchi             | s.t.     |
| 10   | Giovanni Casetta    | Indipendente        | a 21'00" |